# Le Petit Provençal
Le Petit Provençal è stato un quotidiano francese fondato a Marsiglia nel 1880.

## Storia

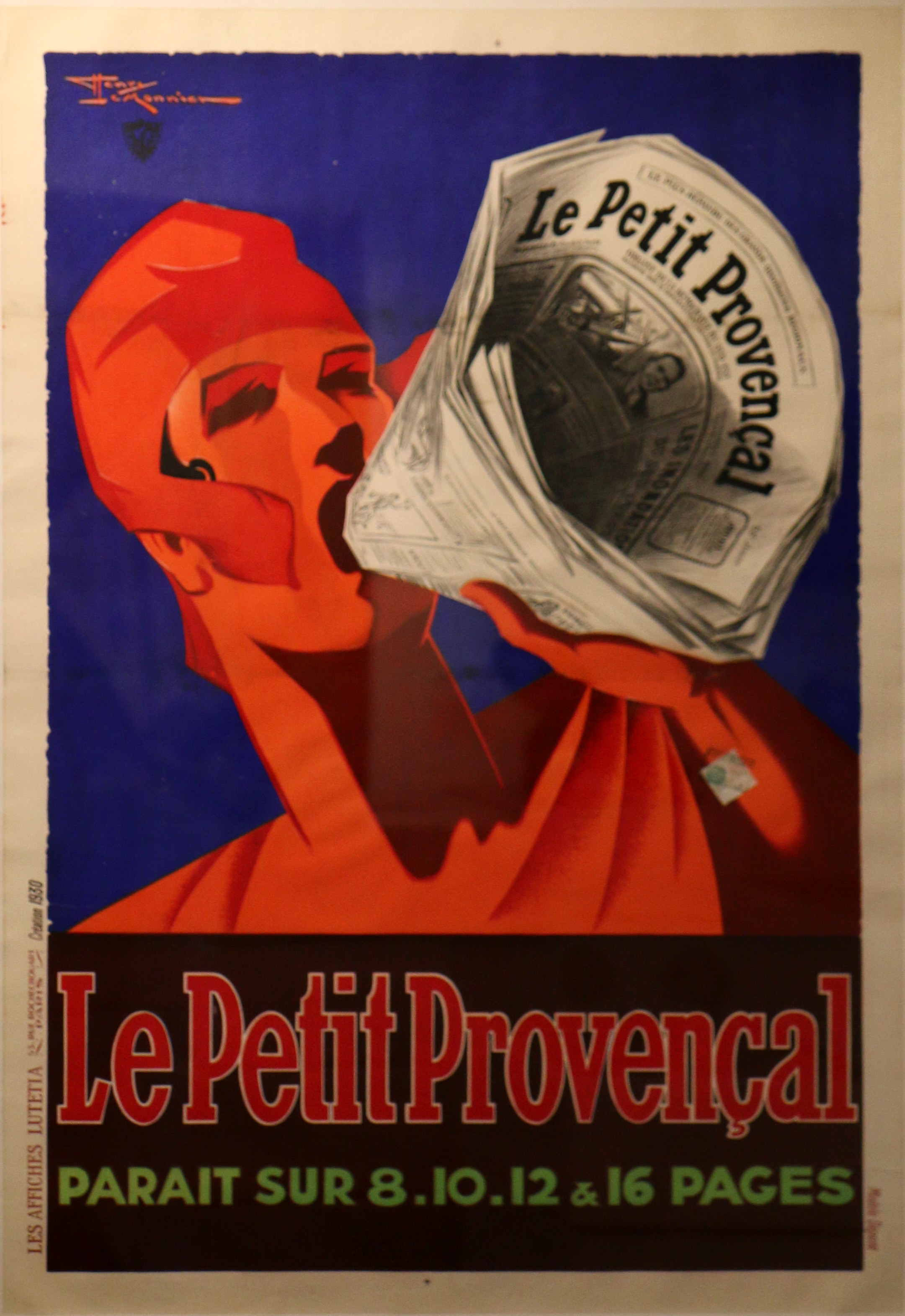
Manifesto pubblicitario de Le Petit Provençal

Fondato come La Jeune république dall'imprenditore d'origine alsaziana Geoffroy Velten, fu inizialmente impostato come un quotidiano d'opinione, salvo poi specializzarsi in cronaca e notizie varie. Nel corso degli anni mantenne una linea editoriale dichiaratamente socialista, pur non diventando mai ufficialmente un organo di partito. Diffuso sia nel proletariato marsigliese che nelle campagne provenzali, Le Petit Provençal dovette relazionarsi con la feroce concorrenza di un'altra testata della città focese: Le Petit Marseillais.
Assieme a Le Progrès di Lione, Le Petit Marseillais, Marseille Matin, Le Matin e Le Petit Dauphinois di Grenoble, Le Petit Provençal fu uno dei pochi quotidiani francesi che riportò per intero l'appello lanciato da Londra dal generale de Gaulle il 18 giugno 1940. Dall'anno successivo però il giornale si avvicinò alle posizioni del regime di Vichy.
Nell'agosto del 1944 durante i combattimenti per la liberazione della città, la redazione de Le Petit Provençal fu occupata dai partigiani. Il direttore del quotidiano Vincent Delpuech fu quindi sollevato dall'incarico. La testata passerà poi sotto il controllo di Gaston Defferre il quale rilevò la maggioranza delle azioni e la rifondò come Le Provençal.